# Protoribosoma
Il protoribosoma è considerato un precursore ancestrale dei ribosomi moderni, che rappresenta la fase critica dell'evoluzione della vita in cui l'RNA iniziò a catalizzare reazioni biochimiche complesse, come la formazione di legami peptidici, prima dell'avvento delle proteine strutturate. La sua scoperta ha fornito indizi fondamentali sulla transizione dall'ipotetico mondo a RNA a un sistema biologico dominato da interazioni RNA-proteine.

## Struttura e funzione
Il protoribosoma è caratterizzato da una regione centrale analoga al centro peptidil transferasico (PTC) dei ribosomi, dove avviene la catalisi del legame peptidico tra aminoacidi. Studi strutturali suggeriscono che fosse composto principalmente da RNA, organizzato in una configurazione simmetrica (forse dimera), in grado di legare substrati come tRNA o analoghi primitivi. Questa simmetria, oggi meno evidente nei ribosomi moderni, potrebbe riflettere un adattamento evolutivo per aumentare l'efficienza catalitica. 
Esperimenti in vitro hanno dimostrato che l'RNA del protoribosoma potrebbe catalizzare la formazione di legami peptidici in assenza di proteine, supportando l'ipotesi che l'RNA fosse sufficiente per le prime fasi della sintesi proteica, ma, a causa della sua instabilità intrinseca in ambienti prebiotici, ci sarebbe stata una collaborazione con peptidi primordiali per garantire sopravvivenza e sviluppo.

## Ruolo degli rPeptidi nell'evoluzione del protoribosoma
Le proteine ribosomiali (rPeptidi) moderne presentano "code" altamente conservate che si estendono verso il PTC. Analisi filogenetiche indicano che queste regioni sono residui di antichi peptidi che stabilizzarono il protoribosoma, facilitando la transizione verso un complesso RNA-proteina. 
Sono state identificate due funzioni chiave degli rPeptidi: 
1. Compartimentazione: Gli rPeptidi avrebbero agito come "scaffold", organizzando l'RNA in una struttura compatta e proteggendolo dalla degradazione idrolitica.
2. Stabilizzazione termodinamica: Interazioni idrofobiche tra rPeptidi e RNA potrebbero aver migliorato la stabilità termica, cruciale per ambienti prebiotici variabili.

Grazie a queste interazioni, il protoribosoma poté evolvere in un sistema più efficiente, facilitando la diversificazione delle proteine e l'emergere della vita cellulare.

## Significato evolutivo
L'evoluzione del protoribosoma è un elemento chiave per comprendere l'abiogenesi, supportando l'ipotesi del "mondo a RNA", dove le molecole di RNA avevano sia un funzione catalitica che di stoccaggio dell'informazione genetica.
Studi recenti del 2022 hanno evidenziato che la collaborazione con peptidi primordiali potrebbe aver facilitato la transizione verso un mondo "RNA-peptide", dove le proteine iniziarono a coevolversi con l'RNA, migliorandone le capacità.
Un articolo pubblicato su Nucleic Acids Research nel 2022 descrive come il protoribosoma possa aver formato legami peptidici, fungendo da ponte tra i mondi dominati da RNA e proteine. Una ricerca del 2024 ha approfondito il ruolo del protoribosoma nell'evoluzione della vita, suggerendo che esso rappresenti un fossile molecolare all'interno del ribosoma moderno, offrendo indizi su come i ribosomi attuali si siano diversificati da un antenato comune.
Per quanto riguarda le regioni ribosomiali conservate, uno studio del 2022 ha fornito approfondimenti strutturali dai primi costrutti di protoribosoma, evidenziando somiglianze con le strutture ribosomiali moderne presenti in archea e batteri primitivi.

## Ricerche e prospettive future
Nel 2022, un team internazionale guidato da Bose e Fridkin ha ricostruito in laboratorio un protoribosoma funzionale, dimostrando che esso può sintetizzare brevi peptidi in condizioni simili a quelle prebiotiche. Questo esperimento ha confermato che l'aggiunta di rPeptidi artificiali aumenta la stabilità e l'efficienza del sistema.
Altre ricerche si concentrano sul ruolo dei protocelli, vescicole lipidiche primitive, nel fornire un ambiente confinato in cui protoribosomi e peptidi potevano interagire senza dispersione, simulando scenari pre-cellulari. Questi modelli sono cruciali per testare ipotesi sull'origine della vita, poiché suggeriscono che le vescicole lipidiche potrebbero aver facilitato l'interazione e la coevoluzione di molecole biologiche fondamentali, come RNA e peptidi, proteggendole e concentrandole in spazi ristretti.